# Psolus fabricii
Psolus fabricii is een zeekomkommer uit de familie Psolidae.
De wetenschappelijke naam van de soort werd in 1846 gepubliceerd door Magnus Wilhelm von Düben & Johan Koren.